# Sofia di Nassau
Sofia di Nassau (Biebrich, 9 luglio 1836 – Stoccolma, 30 dicembre 1912) nata principessa di Nassau-Weilburg, fu regina consorte di Svezia e di Norvegia come moglie di re Oscar II di Svezia.
Fu l'ultima sovrana durante l'Unione dinastica tra i due regni.

## Biografia

### Infanzia

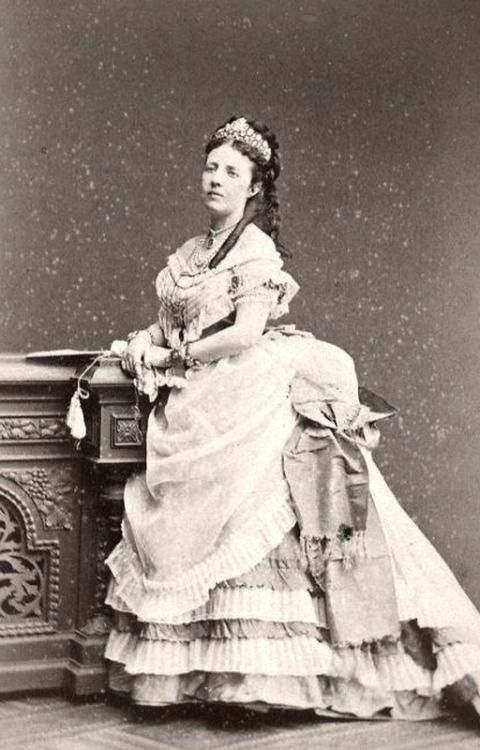
Sofia di Nassau in giovane età

Sofia era la figlia più giovane del duca Guglielmo di Nassau, e della sua seconda moglie, Paolina di Württemberg. Suo nonno materno era il principe Paolo Federico di Württemberg, figlio di Federico I di Württemberg e di Augusta di Brunswick-Wolfenbüttel. Augusta era la figlia di Carlo Guglielmo Ferdinando di Brunswick-Lüneburg e della principessa Augusta di Hannover, sorella maggiore di Giorgio III del Regno Unito.
Suo padre morì quando lei aveva tre anni, e gli successe il suo fratellastro Adolfo. Sofia ricevette una formazione adatta a una principessa del suo tempo. Studiò scherma, normalmente riservato ai maschi, per sistemare la schiena e correggere la sua postura. Socializzò con diversi accademici ed artisti, in quanto la corte di Nassau era ritenuta la più democratica della maggior parte delle corti tedesche. La lingua parlata in casa, durante la sua infanzia non era il tedesco, ma l'inglese.
Viene detto che ricevette un'educazione più simile allo stile di vita vittoriano della classe media, che piuttosto per una reale. Venne descritta come una persona seria, intelligente, interessata allo studio delle lingue e della storia e a suonare il pianoforte.
Nel 1848, assistette a una ribellione nel Ducato di Nassau, represso dalla madre e dai fratelli. Trascorse l'inverno del 1853-1854 con la madre alla corte della zia materna a San Pietroburgo. La zia materna, la principessa Carlotta di Württemberg, era sposata con il granduca Michail Pavlovič Romanov. Il viaggio non era stato organizzato per tentare un matrimonio con un principe russo, ma piuttosto, per studiare la vita in una grande corte. Sofia e sua madre furono costrette a lasciare la Russia allo scoppio della guerra di Crimea. 
Dopo la morte della madre, avvenuta nel 1856, Sofia si trasferì al castello di Monrepos, nei pressi di Neuwied, residenza della sorella maggiore Maria Guglielmina, duchessa di Wied. Fu in questo periodo che conobbe il principe Oscar, duca di Östergötland, figlio del re Oscar I di Svezia e di Giuseppina di Leuchtenberg. Dopo la morte dell'unico figlio di suo fratello Carlo, era politicamente necessario per Oscar sposarsi. 
Nel 1855-1856, Oscar venne inviato a visitare le varie corti reali in Europa, al fine di trovare una moglie adatta. Visitò la corte britannica, ma non volle sposare la principessa Mary di Cambridge, e nemmeno le principesse belghe e prussiane. 
Dopo aver conosciuto Sofia, Oscar ritornò in Svezia per chiedere il consenso dei genitori al matrimonio. Poi tornò a Nassau, dove il fidanzamento fu annunciato il 25 settembre 1856. Durante il fidanzamento, Sofia studiò la lingua svedese e la storia ed intratteneva una fitta corrispondenza con il suo futuro sposo in svedese, e imparò anche il norvegese rapidamente.

### Duchessa e Principessa ereditaria

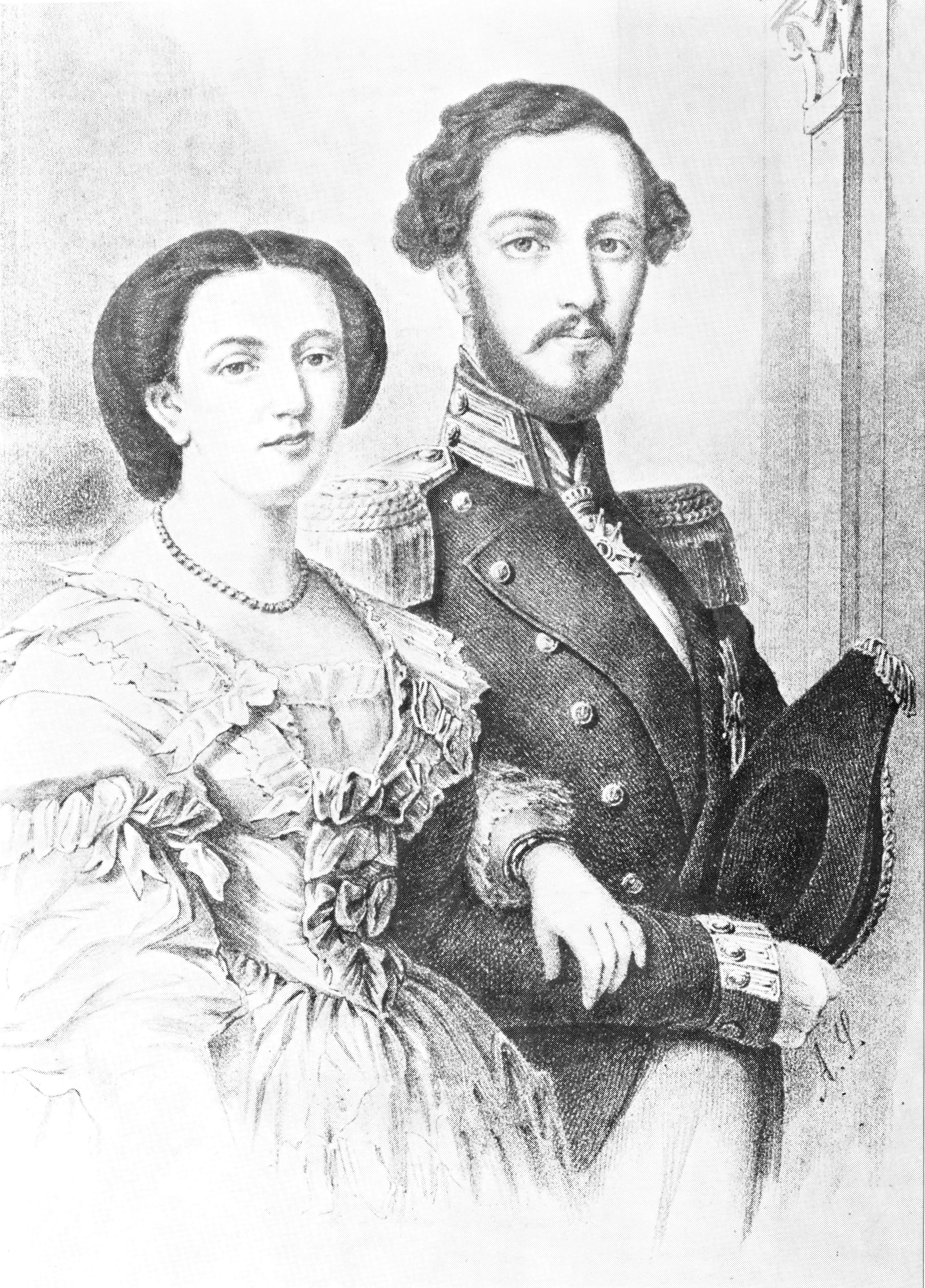
Il principe Oscar e la principessa Sofia al momento del loro matrimonio nel 1857.

Il matrimonio si celebrò nel castello di Biebrich, il 6 giugno 1857. Due settimane più tardi gli sposi raggiunsero la Svezia e si stabilirono a Stoccolma. Il loro arrivo fu accolto con entusiasmo dai sudditi svedesi, in quanto il principe ereditario Carlo XV di Svezia, fratello maggiore di Oscar, non aveva eredi maschi. 
Il primo figlio di Sofia assicurò la continuazione della dinastia Bernadotte e le diede molta popolarità. La nascita avvenne al Palazzo di Drottningholm secondo il protocollo, con tutta la corte e membri del governo presenti nella sala adiacente alla camera da letto come testimoni. Dopo la morte del suocero, Oscar I, nel 1859, il cognato divenne re Carlo XV, e lei e suo marito divennero principi ereditari di Svezia e Norvegia.
La coppia andò a vivere ad Arvfurstens palats. Sofia venne descritta dai contemporanei come calma e controllata, pratica e sensata. Aveva buoni rapporti con i suoceri e anche con la cognata Eugenia. Il suo rapporto con Carlo XV e Luisa invece era teso. Sofia non amava la frivolezza che caratterizzava la corte del cognato. 

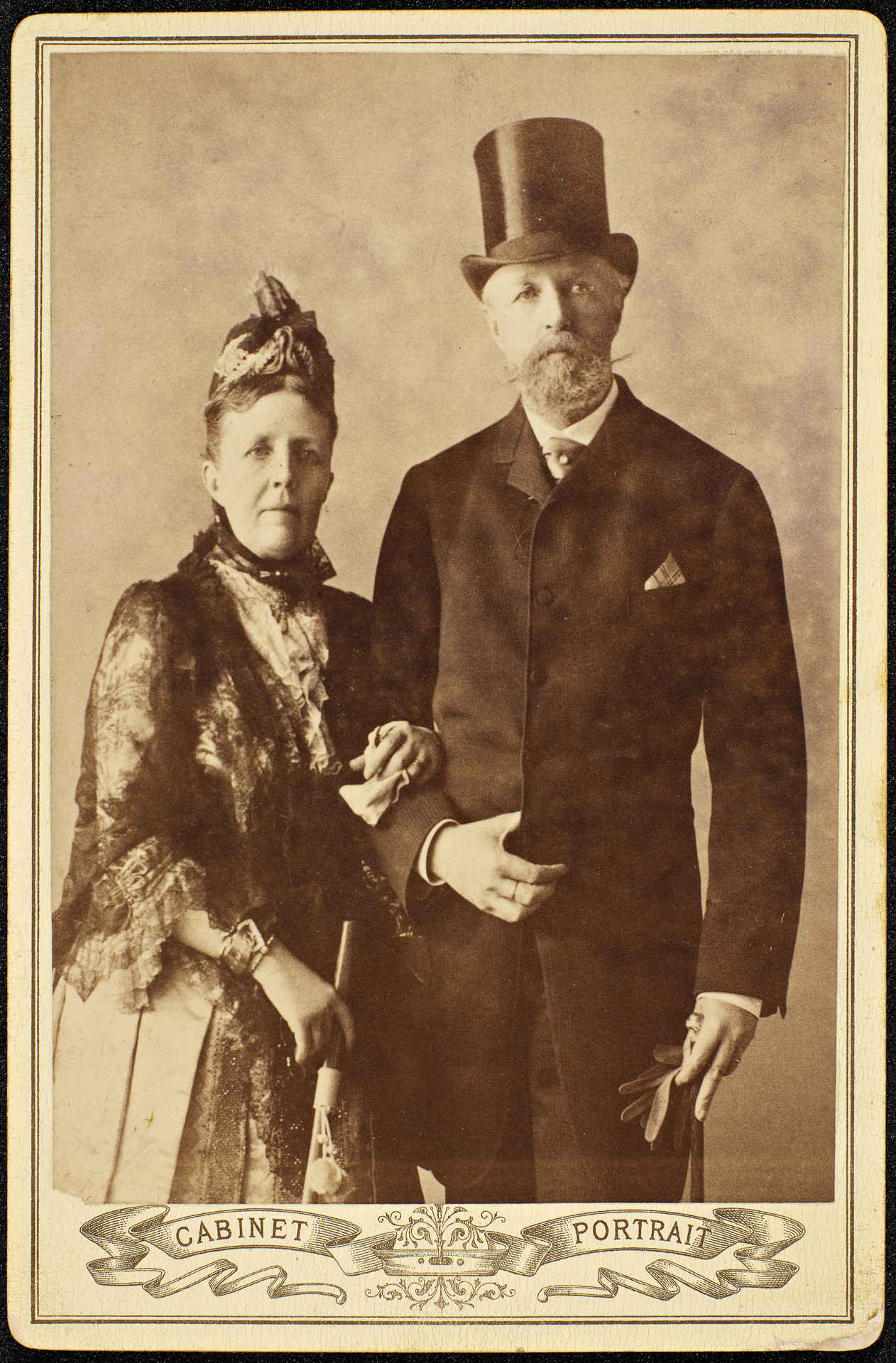
Un ritratto fotografico di Sofia e Oscar

Nel 1861, Sofia aveva partorito tre volte in tre anni, e dopo questo, la sua salute peggiorò. Nello stesso anno andò a Nizza a curarsi e nel 1863 andò in Germania. Esercitò una forte influenza sui figli. La sua decisione di allattare al seno, in quel momento insolita per la classe aristocratica, suscitò scalpore,  come la decisione di fare educare i suoi figli presso una scuola pubblica, frequentata ovviamente anche da figli di cittadini comuni. In precedenza i principi della famiglia erano educati solo presso il palazzo reale con professori privati.
Sofia era interessata alla politica e si occupò degli affari di stato durante la sua vita, ed era occasionalmente presente, in qualità di osservatore, durante le sessioni parlamentari. Nel 1866, il suo paese di nascita, il Ducato di Nassau, fu annesso alla Prussia; dopo questo, mantenne una visione anti-prussiana. Nell'estate del 1870, a Ems, incontrò sia lo zar di Russia che il re di Prussia poco prima della dichiarazione di guerra, e si tenne informata sulla situazione politica. Lei non si oppose alla creazione dell'Impero tedesco in quanto tale, ma non le piaceva come era stato creato e il predominio della Prussia. Aveva un buon rapporto personale con il principe ereditario Federico di Prussia e la sua consorte.

### Regina di Svezia e di Norvegia
Dopo la morte del cognato, il 12 maggio 1873, Sofia divenne regina consorte di Svezia e Norvegia. A quel tempo, c'era una situazione politica tesa e numerosi movimenti repubblicani. Oscar inizialmente non era popolare, ma si sperava che si sarebbe lasciato guidare dai consigli di Sofia. Anche in Norvegia, si sperava che Sofia avrebbe usato la sua influenza su Oscar per introdurre un più equa posizione della Nazione nel regno. Sofia fu incoronata insieme a Oscar a Stoccolma, il 12 maggio e a Trondheim, il 18 giugno 1873. In Norvegia, la coppia compì un viaggio per il paese, in occasione dell'incoronazione, che venne descritta come un trionfo.
Nel 1875, il re e la regina compirono un tour in Europa. In primo luogo visitarono la Danimarca, subito dopo Berlino e poi Dresda. La visita al re Alberto di Sassonia e alla regina Carola a Dresda fu significativa, in quanto questa visita inaugurò una pace simbolica tra la dinastia Bernadotte e la dinastia Vasa, infatti la regina Carola era la nipote del deposto re Gustavo IV Adolfo. Dopo Dresda, Sophia interruppe il tour per motivi di salute mentre Oscar continuò visitando Weimar e la Russia. Altri eventi importanti furono l'inaugurazione della statua di Carlo XIV a Oslo il 7 settembre 1875 e il soggiorno a Moss nel 1877 con l'ex principe ereditario Napoleone Eugenio Luigi Bonaparte.
Durante gli autunni, la coppia reale soggiornava al Castello di Drottningholm, dove ricevevano dignitari reali stranieri e ospitavano feste cerimoniali. Durante gli inverni, si impegnarono nella rappresentazione sia in Stoccolma che a Oslo. Sofia era nota per vestirsi in maniera spettacolare nelle occasioni formali, con molti gioielli, tanti pizzi e decorazioni e con colori accesi come il rosso e il blu. Oscar II, di solito, trascorreva le estati con i suoi amici nel suo yacht Drott a Marstrand, mentre Sofia le trascorreva prima al Palazzo Ulriksdal, e negli anni successivi più spesso in Norvegia. Dal 1892 fino al 1904 infatti fu sempre presente a Skinnarböl, fuori Kongsvinger, dove è ricordata per il suo stile di vita semplice e per la generosità verso la popolazione locale. Diventò molto popolare in Norvegia e venne descritta come la regina che trascorse più tempo in quella terra tra tutte le regine durante l'unione Svezia-Norvegia.
Dal 1873 al 1878 furono anni difficili. Nel corso di questi anni, Oscar ebbe diverse amanti, in particolare Magda von Dolcke e Marie Friberg. La relazione tra Oscar e Magda iniziò nel 1874 e attirò molta attenzione, in quanto il Re favorì la carriera della ragazza presso il Teatro drammatico reale. Anche se non lo dimostrò, Sofia fu molto colpita da ciò. Pare che partì per la Germania per cercare conforto dalla sorellastra Maria, che le consigliò di accettare la cosa. 

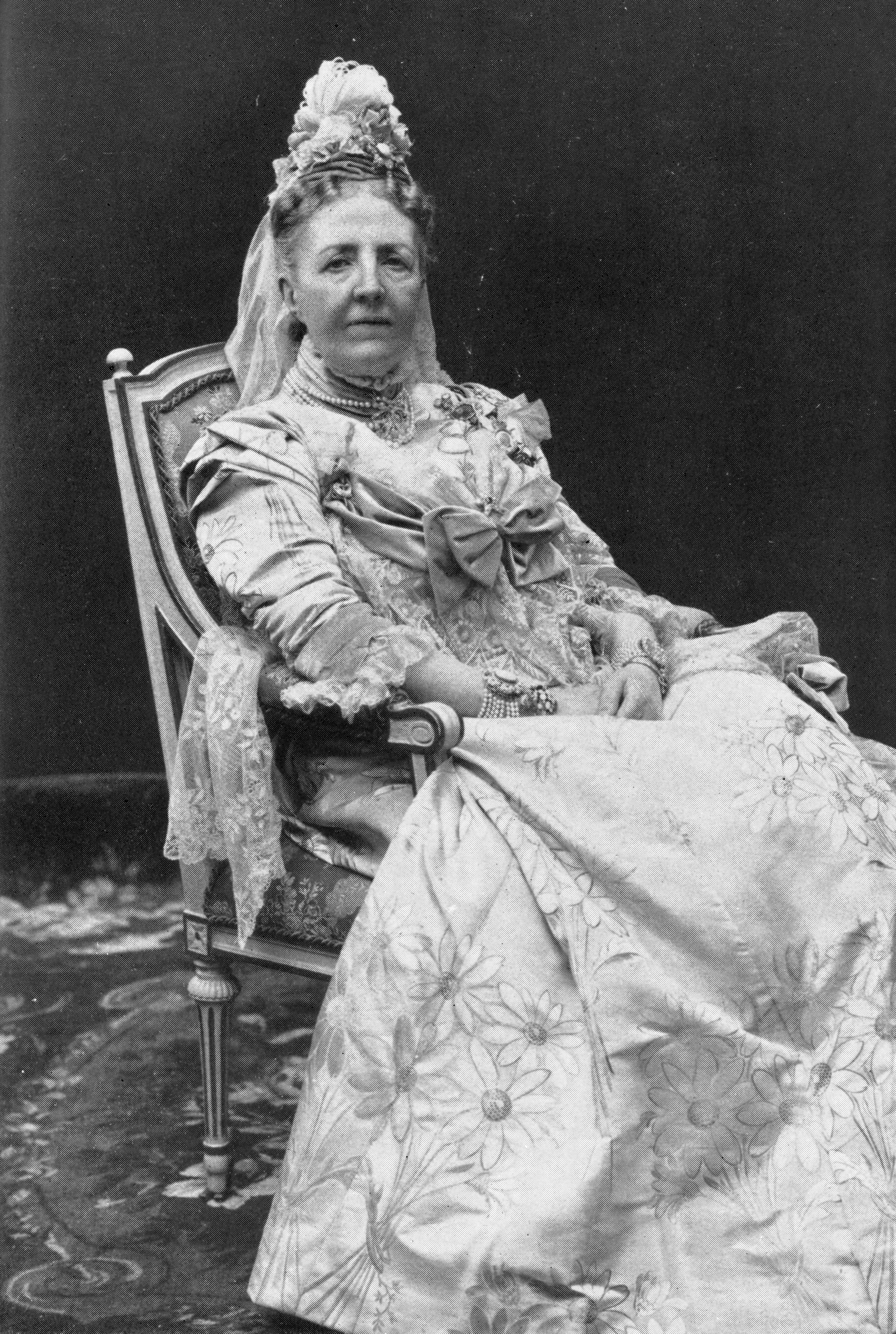
La Regina di Svezia e Norvegia in una fotografia d'epoca

Il 1878 fu un punto di svolta per Sofia. In quell'anno divenne una seguace degli insegnamenti del predicatore inglese Lord Radstock, al quale fu introdotta dalla sua dama di compagnia Märta Eketrä. Oscar era scettico verso questo a causa della sua posizione come capo della chiesa svedese, ma la loro relazione migliorò dopo la sua nuova convinzione religiosa.
Da quando si dedicò ai suoi interessi religiosi, diminuirono i suoi impegni. Sofia preferì una vita privata, con cene e serate musicali in compagnia di familiari e le sue dame di compagnia. Soffriva di problemi di salute: nel 1875-1877, per esempio, era quasi sempre assente all'estero per motivi di salute, e anche se ci fu un miglioramento nel 1877, continuò a visitare particolarmente Amsterdam per la cura medica del medico Metzger. Durante una visita a Parigi, provocò un grande scalpore durante una cena in un ristorante aperto al pubblico: questo era insolito per una donna reale in quel momento, ed era anche l'unica volta che lo fece. Nel 1885 Sofia e Oscar II visitarono l'impero ottomano. Vennero ricevuti dal Sultano e a Sofia venne dato il permesso di visitare l'Harem imperiale. In seguito visitarono anche la Romania.

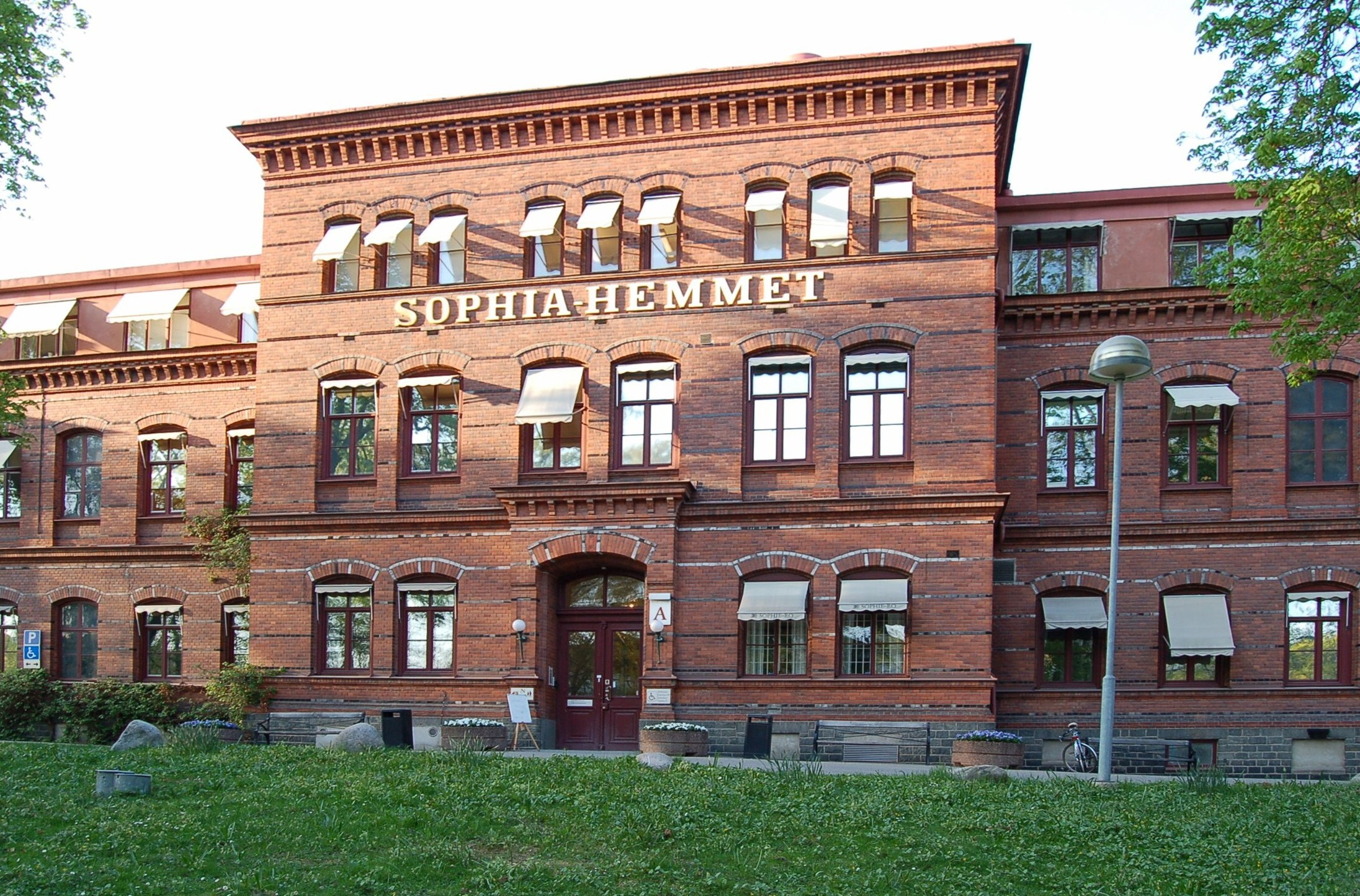
Il Sophiahemmet di Stoccolma.

Effettuò un grande sforzo nel suo lavoro per migliorare l'assistenza medica e fondò la prima scuola per infermieri in Svezia. Nel 1881, durante la loro visita in Gran Bretagna, studiò le moderne istituzioni mediche a Londra e fu molto interessata all'operato di Florence Nightingale. Al suo ritorno, lanciò un progetto per educare infermieri professionali in Svezia. Nel 1882 riuscì a organizzare corsi per infermieri presso l'ospedale Sabbatsberg; 1884 e fondò la sjuksköterskor Hemmet för (la casa per infermieri) per gli studenti; nel 1889 venne realizzato la Sophiahemmet ("La casa di Sofia"), un ospedale e la scuola per infermieri. Sofia presiedette circa cinquanta diverse organizzazioni di beneficenza in Svezia e Norvegia. 
Nel 1887, è stata costretta a sottoporsi ad un ovariectomia. L'operazione era considerata potenzialmente a rischio. Prima dell'operazione, scrisse il suo testamento. Fece promettere a suo marito, che se sarebbe sopravvissuta all'operazione, il re avrebbe permesso di concedere il permesso a suo figlio Oscar di sposare finalmente Ebba Munck af Fulkila. L'intervento è stato considerato un successo, ma in seguito ebbe difficoltà a camminare tanto che doveva costantemente utilizzare una sedia a rotelle per spostarsi.
Nel 1881, partecipò al matrimonio di suo figlio, il principe ereditario Gustavo, con la principessa a Vittoria di Baden a Karlsruhe. Sofia avrebbe preferito che il figlio avesse sposato Beatrice di Gran Bretagna, siccome aveva una grande ammirazione per la regina Vittoria, ma era inizialmente molto entusiasta della scelta di Vittoria, in quanto era un discendente della ex dinastia Vasa. Il suo rapporto con la nuora era però teso. Sofia e Vittoria avevano visoni politiche opposte: quando suo figlio iniziò ad ascoltare più sua moglie che lei, Sofia si offese molto mentre Vittoria criticava molto l'influenza della suocera sul marito. Il diplomatico tedesco Eulenberg riferì che Vittoria aveva dichiarato, che la regina Sofia faceva pressioni sul re a cedere all'opposizione per evitare conflitti, che era inesorabilmente intenzionale e che Oscar aveva paura di lei.
Politicamente, Sofia venne descritta come liberale e quasi democratico nel suo punto di vista. Durante la crisi del 1898, quando i norvegesi cominciarono ad utilizzare la propria bandiera, Oscar II minacciò di abdicare e il primo ministro Boström di dimettersi. La regina calmò la situazione e convinse entrambi a rimanere al loro posto. 

### Ultimi anni e morte

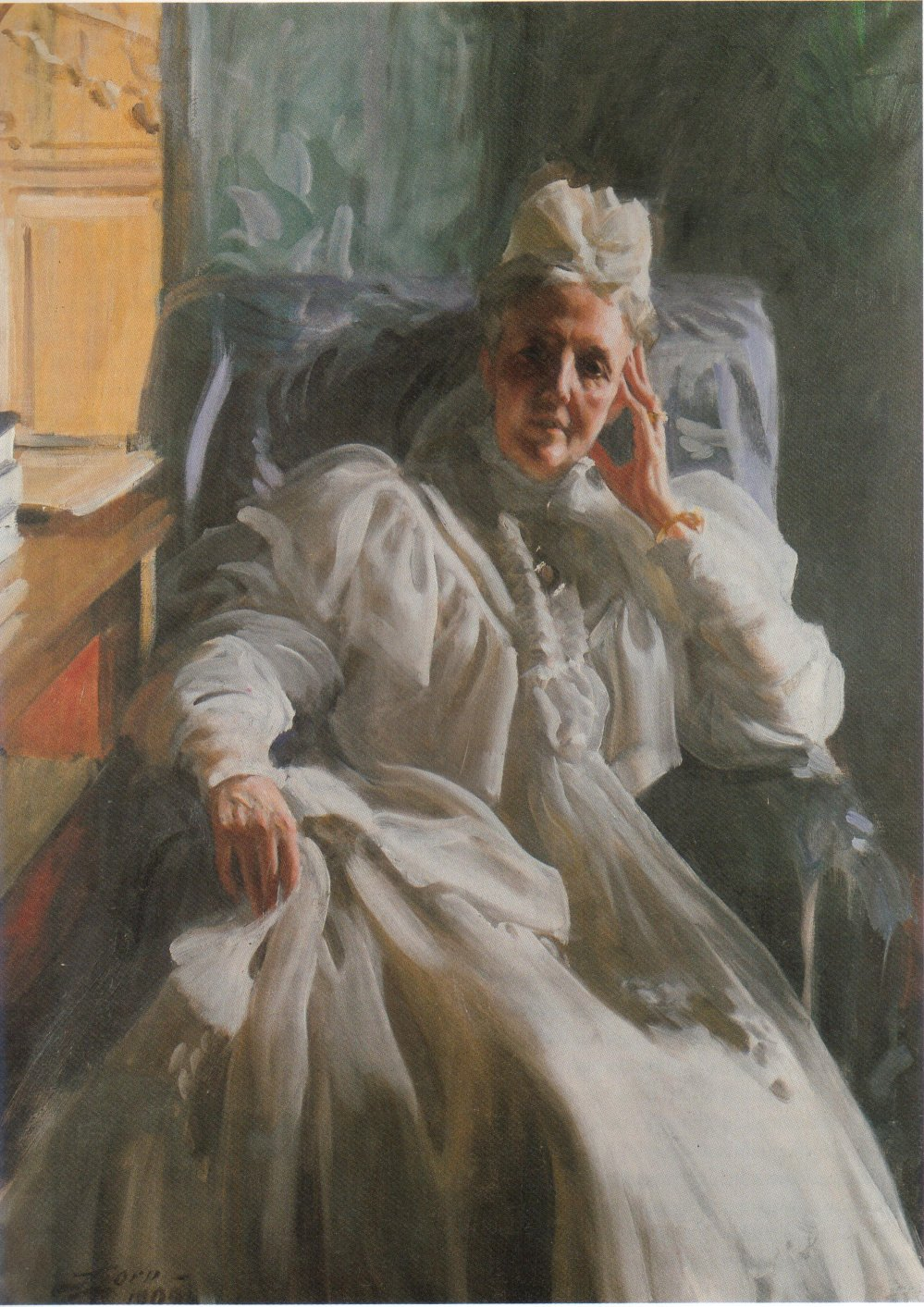
La regina Sofia ritratta nel 1909 di Anders Zorn.

Nel 1907, re Oscar II morì e lei divenne regina vedova e regina madre. Proseguì durante la vedovanza i suoi viaggi in Gran Bretagna e sul continente: nel 1909, per esempio, visitò la Germania in auto. Trascorse i suoi ultimi anni dedicandosi alla filantropia e nel Sophiahemmet, dove ha continuato a essere la presidente attiva. La sua ultima apparizione avvenne il 3 dicembre 1912 all'ospedale Sophiahemmet. Il 30 dicembre dello stesso anno morì nella città di Stoccolma.

## Discendenza
Sofia e Oscar II di Svezia ebbero quattro figli:
- Gustavo V di Svezia (1858-1950), sposò Vittoria di Baden;
- Oscar (1859-1953), duca di Gotland, sposò Ebba Munck af Fulkila;
- Carlo (1861-1951), duca di Västergötland, sposò Ingeborg di Danimarca;
- Eugenio Napoleone (1865-1947), duca di Närke.

## Titoli e trattamento
- 9 luglio 1836 - 6 giugno 1857: Sua Altezza Serenissima, la Principesa Sofia di Nassau
- 6 giugno 1857 - 8 luglio 1859: Sua Altezza Reale, la Principessa Sofia di Svezia e Norvegia, Duchessa di Östergötland
- 8 luglio 1859 - 18 settembre 1872: Sua Altezza Reale, la Principessa Ereditaria di Svezia e Norvegia, Duchessa di Östergötland
- 18 settembre 1872- 26 ottobre 1905: Sua Maestà, la Regina di Svezia e Norvegia
- 26 ottobre 1905 - 8 dicembre 1907: Sua Maestà, la Regina di Svezia
- 8 dicembre 1907 - 30 dicembre 1912: Sua Maestà, la Regina Madre di Svezia

## Ascendenza
|                                                 |                           |                                                | Genitori                                                   |  |  | Nonni |  |  | Bisnonni                                     |  |  | Trisnonni                                  |  |
|                                                 |                           |                                                |                                                            |  |  |       |  |  | Carlo Cristiano, principe di Nassau-Weilburg |  |  | Carlo Augusto, principe di Nassau-Weilburg |  |
|                                                 |                           |                                                |                                                            |  |  |       |  |  | Carlo Cristiano, principe di Nassau-Weilburg |  |  | Carlo Augusto, principe di Nassau-Weilburg |  |
|                                                 |                           | Augusta Federica Guglielmina di Nassau-Idstein |                                                            |  |  |       |  |  | Carlo Cristiano, principe di Nassau-Weilburg |  |  |                                            |  |
| Federico Guglielmo, principe di Nassau-Weilburg |                           |                                                |                                                            |  |  |       |  |  | Carlo Cristiano, principe di Nassau-Weilburg |  |  |                                            |  |
|                                                 |                           | Carolina d'Orange-Nassau                       | Guglielmo IV, principe d'Orange                            |  |  |       |  |  |                                              |  |  |                                            |  |
|                                                 |                           | Carolina d'Orange-Nassau                       | Guglielmo IV, principe d'Orange                            |  |  |       |  |  |                                              |  |  |                                            |  |
|                                                 |                           | Carolina d'Orange-Nassau                       | Anna, principessa reale                                    |  |  |       |  |  |                                              |  |  |                                            |  |
| Guglielmo, duca di Nassau                       |                           | Carolina d'Orange-Nassau                       |                                                            |  |  |       |  |  |                                              |  |  |                                            |  |
|                                                 |                           | Giorgio di Sayn-Hachenburg-Kirchberg           | Guglielmo Luigi di Sayn-Hachenburg-Kirchberg               |  |  |       |  |  |                                              |  |  |                                            |  |
|                                                 |                           | Giorgio di Sayn-Hachenburg-Kirchberg           | Guglielmo Luigi di Sayn-Hachenburg-Kirchberg               |  |  |       |  |  |                                              |  |  |                                            |  |
|                                                 |                           | Giorgio di Sayn-Hachenburg-Kirchberg           | Luisa di Salm-Dhaun                                        |  |  |       |  |  |                                              |  |  |                                            |  |
| Luisa Isabella di Kirchberg                     |                           | Giorgio di Sayn-Hachenburg-Kirchberg           |                                                            |  |  |       |  |  |                                              |  |  |                                            |  |
|                                                 |                           | Isabella Augusta di Reuss-Greiz                | Enrico XI di Reuss-Greiz                                   |  |  |       |  |  |                                              |  |  |                                            |  |
|                                                 |                           | Isabella Augusta di Reuss-Greiz                | Enrico XI di Reuss-Greiz                                   |  |  |       |  |  |                                              |  |  |                                            |  |
|                                                 |                           | Isabella Augusta di Reuss-Greiz                | Corradina di Reuss-Köstritz                                |  |  |       |  |  |                                              |  |  |                                            |  |
| Principessa Sofia di Nassau                     |                           | Isabella Augusta di Reuss-Greiz                |                                                            |  |  |       |  |  |                                              |  |  |                                            |  |
|                                                 | Federico I di Württemberg | Federico II Eugenio, duca di Württemberg       |                                                            |  |  |       |  |  |                                              |  |  |                                            |  |
|                                                 | Federico I di Württemberg | Federico II Eugenio, duca di Württemberg       |                                                            |  |  |       |  |  |                                              |  |  |                                            |  |
|                                                 | Federico I di Württemberg | Federica Dorotea di Brandeburgo-Schwedt        |                                                            |  |  |       |  |  |                                              |  |  |                                            |  |
| Paolo Federico di Württemberg                   | Federico I di Württemberg |                                                |                                                            |  |  |       |  |  |                                              |  |  |                                            |  |
|                                                 |                           | Augusta di Brunswick-Wolfenbüttel              | Carlo Guglielmo Ferdinando, Duca di Brunswick-Wolfenbüttel |  |  |       |  |  |                                              |  |  |                                            |  |
|                                                 |                           | Augusta di Brunswick-Wolfenbüttel              | Carlo Guglielmo Ferdinando, Duca di Brunswick-Wolfenbüttel |  |  |       |  |  |                                              |  |  |                                            |  |
|                                                 |                           | Augusta di Brunswick-Wolfenbüttel              | Augusta di Gran Bretagna                                   |  |  |       |  |  |                                              |  |  |                                            |  |
| Paolina di Württemberg                          |                           | Augusta di Brunswick-Wolfenbüttel              |                                                            |  |  |       |  |  |                                              |  |  |                                            |  |
|                                                 |                           | Federico, duca di Sassonia-Altenburg           | Ernesto Federico III, duca di Sassonia-Hildburghausen      |  |  |       |  |  |                                              |  |  |                                            |  |
|                                                 |                           | Federico, duca di Sassonia-Altenburg           | Ernesto Federico III, duca di Sassonia-Hildburghausen      |  |  |       |  |  |                                              |  |  |                                            |  |
|                                                 |                           | Federico, duca di Sassonia-Altenburg           | Ernestina Augusta di Sassonia-Weimar                       |  |  |       |  |  |                                              |  |  |                                            |  |
| Carlotta di Sassonia-Hildburghausen             |                           | Federico, duca di Sassonia-Altenburg           |                                                            |  |  |       |  |  |                                              |  |  |                                            |  |
|                                                 |                           | Carlotta Georgina di Meclemburgo-Strelitz      | Carlo II, granduca di Meclemburgo-Strelitz                 |  |  |       |  |  |                                              |  |  |                                            |  |
|                                                 |                           | Carlotta Georgina di Meclemburgo-Strelitz      | Carlo II, granduca di Meclemburgo-Strelitz                 |  |  |       |  |  |                                              |  |  |                                            |  |
|                                                 |                           | Carlotta Georgina di Meclemburgo-Strelitz      | Federica d'Assia-Darmstadt                                 |  |  |       |  |  |                                              |  |  |                                            |  |
|                                                 |                           | Carlotta Georgina di Meclemburgo-Strelitz      |                                                            |  |  |       |  |  |                                              |  |  |                                            |  |